# The Pentagram Burns
The Pentagram Burns — сингл норвезького гурту Satyricon, котрий згодом увійшов до альбому «Now, Diabolical». Реліз відбувся як промо-запис, що містить дві різні версії композиції.

## Зміст диску
| #  | Назва                             | Тривалість |
| -- | --------------------------------- | ---------- |
| 1. | «The Pentagram Burns» (радіомікс) | 04:05      |
| 2. | «The Pentagram Burns»             | 05:39      |